# Каменица (Ниш)
Каменица је насељено место у градској општини Пантелеј на подручју града Ниша у Нишавском округу. Налази се на ободу Нишке котлине у подножју Каменичког виса, удаљено 8 км северно од центра Ниша.
Према попису из 2022. било је 556 становника (према попису из 1991. било је 900 становника).

## Историја
Остаци античког насеља и други римски налази, поред осталих и почетак римског водовода у правцу Ниша, указују на давну насељеност овог простора. Каменица као српско село постоји још у предтурском периоду на шта указује стара сеоска црквица, а посредно и најранији турски извори. Попис из 1498. године помиње је је са 45 домаћинстава, 15 неожењених, 5 удовичких домова, 4 рајинске воденице (које раде пола године) и са приходом од 4548 акчи . Према турском попису нахије Ниш из 1516. године, место је било једно од 111 села нахије и носило је исти назив као данас, а имало је 50 кућа, 3 удовичка домаћинства, 8 самачка домаћинства, а код села се помиње манастир Свети Ђорђе, који је са 10 калуђера био најзначајнији манастир у нишком крају у 16. веку.
Процес читлучења села започет је 1743. године увођењем читлучке обавезе од стране спахије по имену Ибрахим Фахри, који је извадио ферман да му житељи Каменице дугују све дажбине за пуних шест година. После тога могао је без тешкоћа да наметне селу, поред редовних, и своје личне дажбине. У личном подјармљивању села и сами Турци су се међусобно спорили и обрачунавали. Тако су априла 1768. године у Каменицу дошла три јањичара и напала сеоског субашу Мусу и окованог га са седам сељака спровели у Ниш. Сељаци су сутрадан били обешени. Порта из Цариграда интервенисала је у овом случају опоменувши београдског везира да не дозвољава овакве радње у пашалуку које међу рајом сеју страх. Извештаји аустријских ухода из средине 18. века помињу Каменицу са 20 кућа.
У Првом српском устанку,19. маја 1809. године, у атару села Каменица одиграла се битка на Чегру, када је војвода Стеван Синђелић са својим ресавцима храбро погинуо бранећи од Турака српске шанчеве.
Каменица и Горњи Матејевац су покретачи буне против спахијске експлоатације 1835. а посебно 1845. године, после чега су оба села спаљена. Каменички кнез Милоје Јовановић био је 1841. године један од вођа устанка у тзв. нишкој буни и погинуо у одсудној бици у Горњем Матејевцу.
Пре ослобођења од Турака ту није било праве основне школе. Општински писар је уз одређени хонорар окупљао децу у општинској судници и учио их читању и писању. Каменица и Горњи Матејевац су страдали и у рату за ослобођење од Турака крајем 1877. године. Иако су прошла кроз фазу читлучења, ова села сама су се откупила још пре ослобођења, а по ослобођењу поједине породице су се домогле значајних комплекса спахијске земље у својим селима, али и у Нишу и другим сеоским атарима.
У Каменици је 1936. године нађена велика колекција античког новца од око 10 тона или 3 и по милиона примерака сребрних денара.
Овде се налазе Срећково врело и Зоо Кутак.
По овом месту названа је Улица Каменичка.

## Живот
Од првобитног преовлађујућег сточарства и виноградарства на натуралним основама, у 20. веку тежиште се пренело на ратарство, виноградарство и стајско сточатство на преовлађујућим тржишним основама. Осим тога, после Другог светског рата наступиле су крупније промене у правцу напуштања пољопривреде с исељавањем (у Ниш), затим развој мешовите привреде, дневна миграција и излетнички туризам на Каменички вис и Чегар. На тој основи дошло је до значајне измене економске структуре, па је у Каменици у 1971. години било 146 пољопривредних, 142 мешовита и 118 непољопривредних домаћинстава.

## Споменици културе
- Чегар - Споменик на брду Чегар, надомак Ниша, подигнут је на месту где се одвијала чувена битка из Првог српског устанка, у знак сећања на погинуле војнике и њиховог команданта Стевана Синђелића. Споменик на Чегру представља непокретно културно добро као знаменито место од изузетног значаја.
- Манастир Светог Ђорђа - Недалеко од села Каменица, налази се манастир светог великомученика Георгија. Подигнут је након пада Српске деспотовине 1459. године, на месту старог светилишта из античког периода. Манастир је био један од највећих манастира нишке области у средњем веку. Први писани подаци о манастиру налазе се у турским пописима из 1498, 1515. и 1553. године.
- Црква Светог Николе - Црква светог Николаја у Каменици подигнута је 1831. године на темељима старе богомоље. Освећена је 1842. године. Осветио је нишки митрополит Григорије. Живописана је 1860. године од стране непознатог иконописца.
- Споменик НОБ-а - у самом центру села Каменица, испред Задружног дома, налази се споменик погинулим борцима Народно ослободилачке борбе у Првом светском рату у периоду од 1914. до 1918. године. На самом споменику уклесана су имена страдалих. Сам споменик окружен је уређеним парком. Овај споменик подигли су мештани села Каменица. Споменику, као и парку који га окружује, потребна је рестаурација како би се сачувао од заборава.

## Саобраћај
До Каменице се може доћи приградским линијама 14 ПАС Ниш - Виник - Каменица - Бреница и линијом 14А ПАС Ниш - Виник - Каменица - Церје.

## Демографија
У насељу Каменица живи 1317 пунолетних становника, а просечна старост становништва износи 40,7 година (40,7 код мушкараца и 40,6 код жена). У насељу има 560 домаћинстава, а просечан број чланова по домаћинству је 2,95.
Ово насеље је великим делом насељено Србима (према попису из 2002. године).
|  |

| Демографија | Демографија | Демографија |
| Година      | Становника  | Становника  |
| ----------- | ----------- | ----------- |
| 1948.       | 2.044       |             |
| 1953.       | 2.006       |             |
| 1961.       | 1.911       |             |
| 1971.       | 1.530       |             |
| 1981.       | 1.050       |             |
| 1991.       | 900         | 888         |
| 2002.       | 1.651       | 1.690       |
| 2011.       | 790         |             |
| 2022.       | 556         |             |

| Етнички састав према попису из 2002.‍ | Етнички састав према попису из 2002.‍ | Етнички састав према попису из 2002.‍ | Етнички састав према попису из 2002.‍ | Етнички састав према попису из 2002.‍ |
| ------------------------------------ | ------------------------------------ | ------------------------------------ | ------------------------------------ | ------------------------------------ |
|                                      |                                      |                                      |                                      |                                      |
| Срби                                 | Срби                                 |                                      | 1.507                                | 91,27%                               |
| Роми                                 | Роми                                 |                                      | 104                                  | 6,29%                                |
| Бугари                               | Бугари                               |                                      | 11                                   | 0,66%                                |
| Руси                                 | Руси                                 |                                      | 1                                    | 0,06%                                |
| Румуни                               | Румуни                               |                                      | 1                                    | 0,06%                                |
| Македонци                            | Македонци                            |                                      | 1                                    | 0,06%                                |
| непознато                            | непознато                            |                                      | 10                                   | 0,60%                                |

| Година пописа     | 1948. | 1953. | 1961. | 1971. | 1981. | 1991. | 2002. |
| ----------------- | ----- | ----- | ----- | ----- | ----- | ----- | ----- |
| Број домаћинстава | 333   | 355   | 399   | 406   | 309   | 283   | 560   |

| Број чланова      | 1  | 2   | 3   | 4   | 5  | 6  | 7 | 8 | 9 | 10 и више | Просек |
| ----------------- | -- | --- | --- | --- | -- | -- | - | - | - | --------- | ------ |
| Број домаћинстава | 96 | 169 | 101 | 111 | 40 | 34 | 7 | 1 | 1 | 0         | 2,95   |

| Пол    | Укупно | Неожењен/Неудата | Ожењен/Удата | Удовац/Удовица | Разведен/Разведена | Непознато |
| ------ | ------ | ---------------- | ------------ | -------------- | ------------------ | --------- |
| Мушки  | 683    | 161              | 464          | 42             | 15                 | 1         |
| Женски | 682    | 100              | 459          | 100            | 20                 | 3         |
| УКУПНО | 1.365  | 261              | 923          | 142            | 35                 | 4         |

| Пол    | Укупно                    | Пољопривреда, лов и шумарство | Рибарство                            | Вађење руде и камена | Прерађивачка индустрија       |
| ------ | ------------------------- | ----------------------------- | ------------------------------------ | -------------------- | ----------------------------- |
| Мушки  | 318                       | 11                            | 0                                    | 0                    | 79                            |
| Женски | 157                       | 11                            | 0                                    | 0                    | 49                            |
| УКУПНО | 475                       | 22                            | 0                                    | 0                    | 128                           |
| Пол    | Производња и снабдевање   | Грађевинарство                | Трговина                             | Хотели и ресторани   | Саобраћај, складиштење и везе |
| Мушки  | 4                         | 49                            | 28                                   | 7                    | 59                            |
| Женски | 1                         | 4                             | 28                                   | 8                    | 6                             |
| УКУПНО | 5                         | 53                            | 56                                   | 15                   | 65                            |
| Пол    | Финансијско посредовање   | Некретнине                    | Државна управа и одбрана             | Образовање           | Здравствени и социјални рад   |
| Мушки  | 0                         | 6                             | 31                                   | 8                    | 6                             |
| Женски | 3                         | 4                             | 6                                    | 12                   | 19                            |
| УКУПНО | 3                         | 10                            | 37                                   | 20                   | 25                            |
| Пол    | Остале услужне активности | Приватна домаћинства          | Екстериторијалне организације и тела | Непознато            | Непознато                     |
| Мушки  | 11                        | 0                             | 0                                    | 19                   | 19                            |
| Женски | 5                         | 0                             | 0                                    | 1                    | 1                             |
| УКУПНО | 16                        | 0                             | 0                                    | 20                   | 20                            |

## Галерија слика
- Каменица, Чегар. Споменик Стевану Синђелићу и његовим Ресавцима
- Биста Стевану Синђелићу
- Излетиште Каменички вис, место за освежење
- Каменички вис, споменик који доминира околином
- Споменик НОБ-а
- Зоо Кутак, дивље свиње у мини зоо-врту
- Путоказ
- Спомен парк
- Споменик борцима у Првом светском рату
- Споменик Милоју Јовановићу - вођи нишке буне 1841. године
- Црква са звоником
- Улаз у цркву